# Український католицький університет імені святого Климента
Український Католицький Університет св. Климента (УКУ) — запланований у Львові як спадкоємець Греко-католицької богословської академії у Львові, був заснований 8 грудня 1963 року в Римі митрополитом Йосифом Сліпим безпосередньо по його звільненні з заслання; він і очолив УКУ як ректор. Завданням університету є розвиток української науки, підготовка молоді до наукової праці та водночас прищеплення моральних основ, проголошених католицькою церквою.
З виходом УГКЦ із підпілля, УКУ в Римі передало свої обов'язки львівському осередку.

## Історія заснування
Засновник збудував в 1965–66 роках на площі Собору св. Софії будинок для УКУ. В час заснування УКУ мав 21 професорів. Працювало п'ять факультетів (богословський, філософсько-гуманістичний, природничо-математичний, права і суспільних наук, медично-фармацевтичний) і разом із тим передбачалось створення інституту церковного співу та музики. Заняття ведуться українською мовою, а на філософсько-гуманістичному та богословському факультетах — частково латинською. Університет має право присуджувати два академічні ступені — ліцензіат і докторат, як і було в Богословській академії у Львові. Проректорами були о. В. Лаба, о. І. Музичка. При УКУ з 1976 року діє Колеґія св. Софії для духовної й наукової формації кандидатів на священників, ректором якої став о. І. Хома. Загальна чисельність професорів — 38 (1980). При УКУ є бібліотека, релігійно-історичний та фольклорний музей з ґалереєю образів та ікон при церкві Жировицької Богоматері та архів. З 1970 року УКУ веде щорічні літні курси українознавства. 1981 року розпочато курс дияконату.

## Філії УКУ св. Климента
- 1968 р. — філія у Буенос-Айресі
- 1973 р. — засновано філію у Чикаго
- 1976 р. — засновано філію у Вашингтоні
- 1977 р. — засновано філію у Філадельфії
- 1977 р. — відкрито філію у Монреалі
- 1979 р. — відкрито філію у Лондоні

## Видавнича діяльність університету
З перших років свого існування починається інтенсивна видавнича діяльність УКУ.
За 21 рік УКУ видав близько 200 наукових праць. Серед багатьох потрібно згадати: 22 томи відновленого офіціозу Українського богословського наукового товариства, 14 томів серії видань «Monumenta Ucrainae Historica», 20 томів серії видань «Благовісника Верховного Архієпископа», 15 томів творів самого Патріарха Йосифа, 53 томи творів з історії України, церкви, культури, мистецтва, літератури тощо.
При філософському факультеті в 1977–81 роках виходив квартальник «Дзвони» (ред. Б. Лончина, 15 чч.).